# Catherine Schaub
Catherine Schaub, née à Constantine (Algérie), est une metteuse en scène française.

## Biographie
Catherine Schaub se forme à l'école des arts et techniques de l'acteur Claude Mathieu et suit en parallèle les cours de l'École internationale de mime corporel à la méthode d'Étienne Decroux.
Elle dirige la compagnie Productions du Sillon avec l'autrice Léonore Confino depuis 2009, qui défend les écritures vivantes.
En 2002, elle met en scène L'Illusion comique au théâtre Hébertot qui obtient un grand succès.,. Elle rencontre le comédien François Marthouret et devient son assistante. Elle assiste également la metteuse en scène Julie Brochen sur Père de Strindberg  au Théâtre 71, scène nationale de Malakoff.
En 2005 elle crée la compagnie Productions du Sillon, écrit et met en scène Je suis le père de tout le monde, une réflexion ludique sur la place du père dans la famille recomposée. Le spectacle se jouera une centaine de fois à Paris, en tournée et en Polynésie.
En 2008, elle rencontre l'autrice Léonore Confino, avec qui elle crée une trilogie sociétale. La compagnie s’installe en résidence dans les Yvelines et crée le premier spectacle Building -  lauréat de l'appel à projet FATP,, qui se fait remarquer au festival d'Avignon (théâtre du balcon)  et obtient, en 2011, le Grand prix du théâtre,,.
Suivent deux spectacles, Ring et Les Uns sur les autres, produits par Jean Robert-Charrier, qui rencontrent un grand succès à Paris et en tournée. 
En 2015, Catherine et Léonore poursuivent leur collaboration avec Parlons d'autre chose, spectacle avec 10 jeunes comédiens,  qui fouille les méandres de l'adolescence. Le spectacle se joue au théâtre de Belleville, se reprend au Théâtre Tristan Bernard puis tourne pendant cinq ans.
En  2016 Le Poisson belge, leur cinquième spectacle, se joue plusieurs mois avec Marc Lavoine et Géraldine Martineau, à La Pépinière-Théâtre à Paris et remportera un Molière et fait une tournée de 80 dates.
En mars 2019, elles créent1300 grammes, un spectacle sur le cerveau et le mécanisme du déni qui se jouera au Théâtre 13.
En 2019, Catherine met en scène PompierS de Jean-Benoît Patricot au Théâtre du Rond-Point, avec Géraldine Martineau et Antoine Cholet.
Pour le Festival d'Avignon 2021, elle adapte le roman de David Diop Frère d'âme et dirige le comédien Omar Sy.
En 2022, elle crée Déraisonnable, un spectacle sur la bipolarité, écrit par Denis Lachaud et interprété par Florence Cabaret.
Catherine Schaub est l'épouse du comédien Michel Scotto di Carlo de 2002 à 2014[à vérifier]

## Prix et distinctions
- Prix DSO-Paris des femmes 2017.
- Molière 2014 de la comédienne  pour Agnes Jaoui dans Les Uns sur les autres.
- Molière de l’auteur francophone vivant pour Ring, de Léonore Confino.
- Prix théâtre Adami 2019 pour l'ensemble de son travail[12].
- Prix SACD de la mise en scène en 2022[13]

## Mises en scène
- Un dernier rêve pour la route de Héléna Noguerra avec Héléna Noguerra, Christiane Cohendy, Pierre Notte, Romain Brau, Philippe Eveno Théâtre du Rond Point
- DERAISONNABLE de Denis Lachaud avec Florence Cabaret - Cie productions du sillon - Théâtre Artéphile - festival Avignon 2022
- Le Paris des femmes 2020, textes de Sarah Chiche, Léonor de Recondo, Héléna Noguerra avec Mélanie Doutey, Philippe Rebbot, Romain Brau, Jean-Paul Bordes, Chloé Lambert et Pascale Arbillot
- PompierS de Jean-Benoit Patricot avec Géraldine Martineau et Antoine Cholet théâtre du Rond- Point
- 1300 Grammes de Léonore Confino, avec Yvon Martin, Bruno Cadillon, Tessa Volkine, Bénédicte Choisnet et Denis Sebbah.
- L'Invitation au voyage avec Robin Rennucci et Louise Orry-Diqueiro
- Le Paris des femmes 2018, mise en espace de textes de Marie Nimier, Sylvie Germain,Brigitte Giraud et Ariane Ascaride au Théâtre des Mathurins, avec Marilú Marini, Cristiana Reali, Sam Karmann, Nicolas Briançon, Bénédicte Choisnet, Raphaëline Goupilleau et Tessa Volkine.
- Intimités publiques d'Albert Camus et Jean Grenier au Théâtre de la Pépinière à Paris. Avec Samuel Labarthe et Jacques Frantz
- Le Poisson belge de Léonore Confino Théâtre de la Pépinière à Paris.
- Parlons d'autre chose de Léonore Confino théâtre Tristan Bernard à Paris + Festival Avignon 2016 Condition des soies
- Splendour d'après le roman de Géraldine Maillet. Théâtre de Paris[14]. Avec Elsa Zylberstein
- Les Uns sur les autres de Léonore Confino. Théâtre de la Madeleine Paris. Avec Agnès Jaoui, Pierre Vial, Olivier Faliez, Marie Petiot, Benjamin Witt[15][16].
- Ring de Léonore Confino. Théâtre du Petit Saint Martin Paris. Avec Audrey Dana et Sami Bouajila[16].
- Building de Léonore Confino. Lauréat FATP 2011 / Grand Prix du Théâtre 2011. Avec Miren Pradier, Léonore Confino, Olivier Faliez, Yann de Monterno, Bruno Cadillon. Tournée en France / Théâtre Mouffetard / Festival d’Avignon Théâtre du Balcon[8],[9].
- Je suis le père de tout le monde, écriture et mise en scène Catherine Schaub. Avec Michel Scotto Di Carlo. Création Théâtre de Porto Vecchio / Festival d'Avignon / Tournée France et Polynésie.
- L'Illusion comique de Corneille[17]. Théâtre Hébertot[3].
- Le Grand Saut de Didier Ferrari. Création au festival du rêve de Porto-Vecchio / Palais des congrès Ajaccio / Tournée Corse et France.
- Les Couleurs de la pluie d'Emmanuel Vacca avec Florent Guyot, Denis Jousselin et Maria Elena Fantasia. Création poétique pour trois comédiens. Théâtre de Chelles / Théâtre de Corbeil Essonnes / Théâtre des Malassis à Bagnolet / festivals.
- La Dispute de Marivaux. Le Duplex/ Théâtre des Malassis.